# Fernando Nobre
Fernando José de La Vieter Ribeiro Nobre (* 16. prosince 1951 Luanda) je portugalský lékař, filantrop a politik.
Vyrůstal v Angole a Kongu, vystudoval medicínu na Université Libre de Bruxelles a pracoval pro Lékaře bez hranic. V roce 1984 založil v Portugalsku obdobnou organizaci Assistência Médica Internacional (AMI), s níž se zúčastnil humanitárních misí ve více než sedmdesáti zemích. Také vyučuje na Lisabonské univerzitě.
Kandidoval jako nezávislý ve volbách portugalského prezidenta v roce 2011, získal přes čtrnáct procent hlasů a skončil na třetím místě. Téhož roku byl zvolen poslancem za Sociálně demokratickou stranu, nepodařilo se mu však získat dostatečnou podporu pro zvolení předsedou sněmovny a rezignoval proto na svůj mandát.
V anketě Naši velcí Portugalci obsadil 25. místo. V roce 2007 mu byl udělen Řád čestné legie. Zastává funkci čestného předsedy Mezinárodního lusofonního hnutí. Je podruhé ženatý, má čtyři děti. Je členem zednářské lóže Grande Oriente Lusitano.

## Vyznamenání
- velkodůstojník Řádu za zásluhy – Portugalsko, 10. června 1991[3]
- rytíř Řádu čestné legie – Francie, 2007[4]
- důstojník Řádu čestné legie – Francie[4]
- Národní řád lva – Senegal[4]